# یوسیپ رادوشویچ
یوسیپ رادوشویچ (کرواتی: Josip Radošević; زادهٔ ۳ آوریل ۱۹۹۴) بازیکن فوتبال اهل کرواسی است که در تیم ملی فوتبال کرواسی بازی کرده است.